# 279 г. пр.н.е.
279 (двеста седемдесет и девета) година преди новата ера (пр.н.е.) е година от доюлианския (Помпилийски) римски календар.

## Събития

### В Римската република
- Консули са Публий Сулпиций Саверион и Публий Деций Муз.
- Преговорите за мир между римляните и цар Пир се провалят, а консулите заявяват на пратениците му, че договор може да има само след като той напусне Италия.[1]
- Тиберий Корунканий празнува триумф за победата си над етруските.[1]
- Пир нанася поражение на римляните в битка при Аскулум.[1] Неговите собствени загуби са толкова големи, че след края на сражението заявява: „Още една такава победа – и ние сме загубени!“. Това събитие е свързано с израза „Пирова победа“.

### В Сицилия
- Тоенон, който е заменил Хикет като тиран на Сиракуза, е прогонен скоро от града чието население започва да търси помощта на цар Пир срещу картагенците.[2]

### В Гърция
- Голяма келтска войска нахлува в Македония и Тракия. Македонският цар Птолемей Керавън се опитва да се противопостави на нашествието, но е сразен и убит в битка.[3]
- Мелеагър се възкачва на трона на Македония, но не е способен да укрепи властта си и да се справи с предизвикателството на келтското нашествие, поради което скоро е детрониран и заменен от брат му Антипатър II Македонски.[3] Антипатър проявява същото неумение да овладее ситуацията и е убит от стратега Состен, който единствен предотвратява разпадането на царството.[3]
- Разгрома на Керавън оставя пътя към вътрешността на Гърция отворен. Натам се насочват част от келтските банди предвождани от вожда Брен, който с тежки загуби достига чак то Делфи. Там местните гърци, особено етолийците, се организират набързо за защита и успяват да принудят келтите да се оттеглят.[3]
- Келтите основават свое царство в Тракия с център град Тиле.[4]

### В Мала Азия
- Конфликт между Птолемей II и скоро възкачилия се на трона цар на Селевкидите Антиох I Сотер.[4]

## Родени
- Деметрий II Македонски, македонски цар (умрял 229 г. пр.н.е.)

## Починали
- Птолемей Керавън, цар на Македония и Тракия (роден 320 г. пр.н.е.)
- Брен, келтски вожд и основен предводител на Галското (келтското) нашествие на Балканите